# Замок Шейна
Замок Шейна (англ. Shane’s Castle) — один из замков Ирландии, расположен в графстве Антрим, Северная Ирландия. Руины этого замка стоят возле поселка Рандалстаун, на северо-восточных берегах озера Лох-Ней. Замок построен в 1345 году кланом О’Нил (О’Нейлл). Замок изначально назывался Эден-Дуфф-Каррик (ирл. Eden-duff-carrick). Шейн МакБаен О’Нил изменил название замка на замок Шейна в 1722 году.
На террасе в 1800 году была сделана пристройка, а в 1812 году по проекту архитектора Джона Нэша началась работа по реставрации и восстановлению замка Шейна, превращающегося в руину. Но в 1816 году произошел большой пожар и замок сгорел дотла. От реставрации замка отказались. Сохранился только Дом Камелии, который был отреставрирован Нэшем. В 1860 году Карл Лэньон и Генри Линн построили особняк для 1-го лорда О’Нила. Имение Шейна в настоящее время охватывает 2600 акров вдоль берегов Лох-Ней. Замок используется на съемках сериала «Игра престолов».